# Motorrad-Weltmeisterschaft 2025
Die Motorrad-Weltmeisterschaft 2025 ist die 77. Saison in der Geschichte der FIM-Motorrad-Straßenweltmeisterschaft.

## Punkteverteilung
Weltmeister wird derjenige Fahrer beziehungsweise der Hersteller, der bis zum Saisonende die meisten Punkte in der Weltmeisterschaft angesammelt hat. Bei der Punkteverteilung werden die Platzierungen im Gesamtergebnis des jeweiligen Rennens berücksichtigt. Die fünfzehn erstplatzierten Fahrer jedes Rennens erhalten Punkte nach folgendem Schema:
| Punkteverteilung | Punkteverteilung | Punkteverteilung | Punkteverteilung | Punkteverteilung | Punkteverteilung | Punkteverteilung | Punkteverteilung | Punkteverteilung | Punkteverteilung | Punkteverteilung | Punkteverteilung | Punkteverteilung | Punkteverteilung | Punkteverteilung | Punkteverteilung |
| ---------------- | ---------------- | ---------------- | ---------------- | ---------------- | ---------------- | ---------------- | ---------------- | ---------------- | ---------------- | ---------------- | ---------------- | ---------------- | ---------------- | ---------------- | ---------------- |
| Platz            | 1                | 2                | 3                | 4                | 5                | 6                | 7                | 8                | 9                | 10               | 11               | 12               | 13               | 14               | 15               |
| Punkte           | 25               | 20               | 16               | 13               | 11               | 10               | 9                | 8                | 7                | 6                | 5                | 4                | 3                | 2                | 1                |

In der MotoGP-Klasse wird seit 2023 vor jedem Grand-Prix-Rennen samstags ein Sprintrennen ausgetragen, deren Punkte allerdings nicht in die Langzeitstatistik eingehen. Die neun erstplatzierten Fahrer jedes Sprintrennens erhalten Punkte nach folgendem Schema:
| Punkteverteilung Sprintrennen | Punkteverteilung Sprintrennen | Punkteverteilung Sprintrennen | Punkteverteilung Sprintrennen | Punkteverteilung Sprintrennen | Punkteverteilung Sprintrennen | Punkteverteilung Sprintrennen | Punkteverteilung Sprintrennen | Punkteverteilung Sprintrennen | Punkteverteilung Sprintrennen |
| ----------------------------- | ----------------------------- | ----------------------------- | ----------------------------- | ----------------------------- | ----------------------------- | ----------------------------- | ----------------------------- | ----------------------------- | ----------------------------- |
| Platz                         | 1                             | 2                             | 3                             | 4                             | 5                             | 6                             | 7                             | 8                             | 9                             |
| Punkte                        | 12                            | 9                             | 7                             | 6                             | 5                             | 4                             | 3                             | 2                             | 1                             |

In die Wertung kommen alle erzielten Resultate.

## Rennkalender
| Jerez de la Frontera |

| Le Mans |

| Scarperia e San Piero |

| Montmeló |

| Assen |

| Hohenstein-Ernstthal |

| Silverstone |

| Spielberg |

| Brünn |

| Misano Adriatico |

| Alcañiz |

| Valencia |

| Portimão |

| #  | Datum         | Rennen                          | Strecke                                                      | Streckenlayout |
| -- | ------------- | ------------------------------- | ------------------------------------------------------------ | -------------- |
| 01 | 2. März       | Großer Preis von Thailand       | Chang International Circuit (Buri Ram)                       |                |
| 02 | 16. März      | Großer Preis von Argentinien    | Autódromo Termas de Río Hondo (Termas de Río Hondo)          |                |
| 03 | 30. März      | Grand Prix of The Americas      | Circuit of The Americas (Austin)                             |                |
| 04 | 13. April     | Großer Preis von Katar          | Losail International Circuit (Doha)                          |                |
| 05 | 27. April     | Großer Preis von Spanien        | Circuito de Jerez (Jerez de la Frontera)                     |                |
| 06 | 11. Mai       | Großer Preis von Frankreich     | Circuit Bugatti (Le Mans)                                    |                |
| 07 | 25. Mai       | Großer Preis von Großbritannien | Silverstone Circuit (Silverstone)                            |                |
| 08 | 8. Juni       | Großer Preis von Aragonien      | Motorland Aragón (Alcañiz)                                   |                |
| 09 | 22. Juni      | Großer Preis von Italien        | Autodromo Internazionale del Mugello (Scarperia e San Piero) |                |
| 10 | 29. Juni      | Dutch TT                        | TT Circuit Assen (Assen)                                     |                |
| 11 | 13. Juli      | Großer Preis von Deutschland    | Sachsenring (Hohenstein-Ernstthal)                           |                |
| 12 | 20. Juli      | Großer Preis von Tschechien     | Automotodrom Brno (Brünn)                                    |                |
| 13 | 17. August    | Großer Preis von Österreich     | Red Bull Ring (Spielberg)                                    |                |
| 14 | 24. August    | Großer Preis von Ungarn         | Balaton Park Circuit (Balatonfőkajár)                        |                |
| 15 | 7. September  | Großer Preis von Katalonien     | Circuit de Barcelona-Catalunya (Montmeló)                    |                |
| 16 | 14. September | Großer Preis von San Marino     | Misano World Circuit Marco Simoncelli (Misano Adriatico)     |                |
| 17 | 28. September | Großer Preis von Japan          | Twin Ring Motegi (Motegi)                                    |                |
| 18 | 5. Oktober    | Großer Preis von Indonesien     | Mandalika International Street Circuit (Lombok)              |                |
| 19 | 19. Oktober   | Großer Preis von Australien     | Phillip Island Circuit (Phillip Island)                      |                |
| 20 | 26. Oktober   | Großer Preis von Malaysia       | Sepang International Circuit (Sepang)                        |                |
| 21 | 9. November   | Großer Preis von Portugal       | Autódromo Internacional do Algarve (Portimão)                |                |
| 22 | 16. November  | Großer Preis von Valencia       | Circuit Ricardo Tormo (Valencia)                             |                |

## MotoGP-Klasse
In der MotoGP sind elf Teams mit 22 Fahrern gemeldet.

### Teams und Fahrer
| Team                                 | Hersteller | Maschine         | Nr. | Fahrer                | Läufe      |
| ------------------------------------ | ---------- | ---------------- | --- | --------------------- | ---------- |
| Aprilia Racing                       | Aprilia    | RS-GP 25         | 1   | Jorge Martín          | 4, 12–13   |
| Aprilia Racing                       | Aprilia    | RS-GP 25         | 32  | Lorenzo Savadori      | 1–3, 5–11  |
| Aprilia Racing                       | Aprilia    | RS-GP 25         | 72  | Marco Bezzecchi       | 1–13       |
| Trackhouse Racing                    | Aprilia    | RS-GP 25         | 25  | Raúl Fernández        | 1–13       |
| Trackhouse Racing                    | Aprilia    | RS-GP 25         | 79  | Ai Ogura              | 1–7, 9–13  |
| Ducati Lenovo Team                   | Ducati     | Desmosedici GP25 | 63  | Francesco Bagnaia     | 1–13       |
| Ducati Lenovo Team                   | Ducati     | Desmosedici GP25 | 93  | Marc Márquez          | 1–13       |
| Pertamina Enduro VR46 Racing Team    | Ducati     | Desmosedici GP25 | 49  | Fabio Di Giannantonio | 1–13       |
| Pertamina Enduro VR46 Racing Team    | Ducati     | Desmosedici GP24 | 21  | Franco Morbidelli     | 1–11, 13   |
| BK8 Gresini Racing MotoGP            | Ducati     | Desmosedici GP24 | 54  | Fermín Aldeguer       | 1–13       |
| BK8 Gresini Racing MotoGP            | Ducati     | Desmosedici GP24 | 73  | Álex Márquez          | 1–13       |
| LCR Honda Idemitsu LCR Honda Castrol | Honda      | RC213V           | 5   | Johann Zarco          | 1–13       |
| LCR Honda Idemitsu LCR Honda Castrol | Honda      | RC213V           | 35  | Somkiat Chantra       | 1–5, 7–10  |
| LCR Honda Idemitsu LCR Honda Castrol | Honda      | RC213V           | 30  | Takaaki Nakagami      | 6          |
| LCR Honda Idemitsu LCR Honda Castrol | Honda      | RC213V           | 30  | Takaaki Nakagami      | 12         |
| Honda HRC Castrol                    | Honda      | RC213V           | 10  | Luca Marini           | 1–7, 11–13 |
| Honda HRC Castrol                    | Honda      | RC213V           | 36  | Joan Mir              | 1–13       |
| Honda HRC Castrol                    | Honda      | RC213V           | 41  | Aleix Espargaró       | 5, 7       |
| Honda HRC Castrol                    | Honda      | RC213V           | 30  | Takaaki Nakagami      | 9          |
| Honda HRC Castrol                    | Honda      | RC213V           | 41  | Aleix Espargaró       | 10         |
| Red Bull KTM Factory Racing          | KTM        | RC16             | 33  | Brad Binder           | 1–13       |
| Red Bull KTM Factory Racing          | KTM        | RC16             | 37  | Pedro Acosta          | 1–13       |
| Red Bull KTM Tech3                   | KTM        | RC16             | 12  | Maverick Viñales      | 1–11, 13   |
| Red Bull KTM Tech3                   | KTM        | RC16             | 23  | Enea Bastianini       | 1–13       |
| Red Bull KTM Tech3                   | KTM        | RC16             | 44  | Pol Espargaró         | 12         |
| Monster Energy Yamaha MotoGP         | Yamaha     | YZR-M1           | 20  | Fabio Quartararo      | 1–13       |
| Monster Energy Yamaha MotoGP         | Yamaha     | YZR-M1           | 42  | Álex Rins             | 1–13       |
| Yamaha Factory Racing Team           | Yamaha     | YZR-M1           | 7   | Augusto Fernández     | 8, 12      |
| Prima Pramac Yamaha MotoGP           | Yamaha     | YZR-M1           | 43  | Jack Miller           | 1–13       |
| Prima Pramac Yamaha MotoGP           | Yamaha     | YZR-M1           | 88  | Miguel Oliveira       | 1–2, 6–13  |
| Prima Pramac Yamaha MotoGP           | Yamaha     | YZR-M1           | 7   | Augusto Fernández     | 3–5        |

| Legende         |
| --------------- |
| Stammfahrer     |
| Wildcard-Fahrer |
| Ersatzfahrer    |

### Rennergebnisse
| #  | Datum  | Rennen                | Strecke              | Platz 1           | Platz 2           | Platz 3               | Pole-Position     | Schn. Rennrunde   | Gesamtführung | Gesamtführung      | Gesamtführung |
| #  | Datum  | Rennen                | Strecke              | Platz 1           | Platz 2           | Platz 3               | Pole-Position     | Schn. Rennrunde   | Fahrer        | Team               | Konstrukteur  |
| -- | ------ | --------------------- | -------------------- | ----------------- | ----------------- | --------------------- | ----------------- | ----------------- | ------------- | ------------------ | ------------- |
| 1  | 02.03. | GP von Thailand       | Buri Ram             | Marc Márquez      | Álex Márquez      | Francesco Bagnaia     | Marc Márquez      | Marc Márquez      | Marc Márquez  | Ducati Lenovo Team | Ducati        |
| 2  | 16.03. | GP von Argentinien    | Termas de Río Hondo  | Marc Márquez      | Álex Márquez      | Franco Morbidelli     | Marc Márquez      | Marc Márquez      | Marc Márquez  | Ducati Lenovo Team | Ducati        |
| 3  | 30.03. | GP of The Americas    | Austin               | Francesco Bagnaia | Álex Márquez      | Fabio Di Giannantonio | Marc Márquez      | Marc Márquez      | Álex Márquez  | Ducati Lenovo Team | Ducati        |
| 4  | 13.04. | GP von Katar          | Doha                 | Marc Márquez      | Francesco Bagnaia | Franco Morbidelli     | Marc Márquez      | Marc Márquez      | Marc Márquez  | Ducati Lenovo Team | Ducati        |
| 5  | 27.04. | GP von Spanien        | Jerez de la Frontera | Álex Márquez      | Fabio Quartararo  | Francesco Bagnaia     | Fabio Quartararo  | Álex Márquez      | Álex Márquez  | Ducati Lenovo Team | Ducati        |
| 6  | 11.05. | GP von Frankreich     | Le Mans              | Johann Zarco      | Marc Márquez      | Fermín Aldeguer       | Fabio Quartararo  | Álex Márquez      | Marc Márquez  | Ducati Lenovo Team | Ducati        |
| 7  | 25.05. | GP von Großbritannien | Silverstone          | Marco Bezzecchi   | Johann Zarco      | Marc Márquez          | Fabio Quartararo  | Marco Bezzecchi   | Marc Márquez  | Ducati Lenovo Team | Ducati        |
| 8  | 08.06. | GP von Aragonien      | Alcañiz              | Marc Márquez      | Álex Márquez      | Francesco Bagnaia     | Marc Márquez      | Marc Márquez      | Marc Márquez  | Ducati Lenovo Team | Ducati        |
| 9  | 22.06. | GP von Italien        | Mugello              | Marc Márquez      | Álex Márquez      | Fabio Di Giannantonio | Marc Márquez      | Franco Morbidelli | Marc Márquez  | Ducati Lenovo Team | Ducati        |
| 10 | 29.06. | Dutch TT              | Assen                | Marc Márquez      | Marco Bezzecchi   | Francesco Bagnaia     | Fabio Quartararo  | Francesco Bagnaia | Marc Márquez  | Ducati Lenovo Team | Ducati        |
| 11 | 13.07. | GP von Deutschland    | Hohenstein-Ernstthal | Marc Márquez      | Álex Márquez      | Francesco Bagnaia     | Marc Márquez      | Marc Márquez      | Marc Márquez  | Ducati Lenovo Team | Ducati        |
| 12 | 20.07. | GP von Tschechien     | Brünn                | Marc Márquez      | Marco Bezzecchi   | Pedro Acosta          | Francesco Bagnaia | Marc Márquez      | Marc Márquez  | Ducati Lenovo Team | Ducati        |
| 13 | 17.08. | GP von Österreich     | Spielberg            | Marc Márquez      | Fermín Aldeguer   | Marco Bezzecchi       | Marco Bezzecchi   | Marco Bezzecchi   | Marc Márquez  | Ducati Lenovo Team | Ducati        |
| 14 | 24.08. | GP von Ungarn         | Balatonfőkajár       |                   |                   |                       |                   |                   | Marc Márquez  | Ducati Lenovo Team | Ducati        |
| 15 | 07.09. | GP von Katalonien     | Montmeló             |                   |                   |                       |                   |                   | Marc Márquez  | Ducati Lenovo Team | Ducati        |
| 16 | 14.09. | GP von San Marino     | Misano Adriatico     |                   |                   |                       |                   |                   |               | Ducati Lenovo Team | Ducati        |
| 17 | 28.09. | GP von Japan          | Motegi               |                   |                   |                       |                   |                   |               |                    | Ducati        |
| 18 | 05.10. | GP von Indonesien     | Lombok               |                   |                   |                       |                   |                   |               |                    | Ducati        |
| 19 | 19.10. | GP von Australien     | Phillip Island       |                   |                   |                       |                   |                   |               |                    | Ducati        |
| 20 | 26.10. | GP von Malaysia       | Sepang               |                   |                   |                       |                   |                   |               |                    |               |
| 21 | 09.11. | GP von Portugal       | Portimão             |                   |                   |                       |                   |                   |               |                    |               |
| 22 | 16.11. | GP von Valencia       | Valencia             |                   |                   |                       |                   |                   |               |                    |               |

### Fahrerwertung
| Pos. | Fahrer                | Maschine | Thailand | Argentinien | USA-Texas | Katar | Spanien | Frankreich | Vereinigtes Konigreich | Aragonien | Italien | Niederlande | Deutschland | Tschechien | Osterreich | Ungarn | Katalonien | San Marino | Japan | Indonesien | Australien | Malaysia | Portugal | Valencia | Gesamt- punkte |
| ---- | --------------------- | -------- | -------- | ----------- | --------- | ----- | ------- | ---------- | ---------------------- | --------- | ------- | ----------- | ----------- | ---------- | ---------- | ------ | ---------- | ---------- | ----- | ---------- | ---------- | -------- | -------- | -------- | -------------- |
| 1    | Marc Márquez          | Ducati   | 1        | 1           | DNF1      | 1     | 121     | 21         | 32                     | 1         | 1       | 1           | 1           | 1          | 1          |        |            |            |       |            |            |          |          |          | 418            |
| 2    | Álex Márquez          | Ducati   | 2        | 2           | 2         | 62    | 12      | DNF2       | 51                     | 2         | 2       | DNF2        | 28          | DNF        | 102        |        |            |            |       |            |            |          |          |          | 276            |
| 3    | Francesco Bagnaia     | Ducati   | 3        | 43          | 13        | 28    | 3       | 16         | DNF6                   | 3         | 43      | 35          | 3           | 47         | 8          |        |            |            |       |            |            |          |          |          | 221            |
| 4    | Marco Bezzecchi       | Aprilia  | 6        | DNF6        | 6         | 9     | 148     | 14         | 14                     | 8         | 56      | 23          | DNF2        | 24         | 34         |        |            |            |       |            |            |          |          |          | 178            |
| 5    | Franco Morbidelli     | Ducati   | 45       | 37          | 45        | 3     | DNF4    | 15         | 4                      | 54        | 67      | 78          | DNS         | INJ        | 11         |        |            |            |       |            |            |          |          |          | 144            |
| 6    | Fabio Di Giannantonio | Ducati   | 10       | 5           | 34        | 166   | 56      | 87         | 93                     | 96        | 35      | 64          | DNF4        | 16         | DNF8       |        |            |            |       |            |            |          |          |          | 144            |
| 7    | Pedro Acosta          | KTM      | 196      | 89          | DNF7      | 8     | 7       | 4          | 68                     | 45        | 8       | 49          | DNF9        | 32         | 43         |        |            |            |       |            |            |          |          |          | 144            |
| 8    | Fermín Aldeguer       | Ducati   | 13       | 16          | DNF       | 54    | DNF5    | 3          | 8                      | 63        | 129     | DNF7        | 5           | 11         | 26         |        |            |            |       |            |            |          |          |          | 121            |
| 9    | Johann Zarco          | Honda    | 7        | 64          | 17        | 4     | 11      | 16         | 25                     | DNF       | DNF     | 12          | DNF7        | 138        | 129        |        |            |            |       |            |            |          |          |          | 114            |
| 10   | Fabio Quartararo      | Yamaha   | 157      | 14          | 106       | 75    | 2       | DNF4       | DNF7                   | DNF       | 14      | 10          | 43          | 65         | 15         |        |            |            |       |            |            |          |          |          | 103            |
| 11   | Brad Binder           | KTM      | 8        | 7           | DNF       | 13    | 6       | DNF        | 14                     | DNF9      | 9       | 11          | 76          | 8          | 75         |        |            |            |       |            |            |          |          |          | 82             |
| 12   | Raúl Fernández        | Aprilia  | DNF      | 15          | 12        | 17    | 15      | 7          | 12                     | 10        | 78      | 8           | 9           | 56         | 9          |        |            |            |       |            |            |          |          |          | 73             |
| 13   | Maverick Viñales      | KTM      | 16       | 12          | 14        | 14    | 47      | 5          | 11                     | 187       | DNF4    | 56          | DNS         | INJ        | DNS        |        |            |            |       |            |            |          |          |          | 69             |
| 14   | Enea Bastianini       | KTM      | 9        | 17          | 7         | 11    | 9       | 13         | 17                     | 12        | DNF     | 9           | WD          | DNF3       | 57         |        |            |            |       |            |            |          |          |          | 63             |
| 15   | Luca Marini           | Honda    | 12       | 10          | 8         | 10    | 10      | 11         | 15                     | INJ       | INJ     | INJ         | 6           | 12         | 13         |        |            |            |       |            |            |          |          |          | 55             |
| 16   | Ai Ogura              | Aprilia  | 54       | DSQ         | 9         | 157   | 8       | 10         | DNS                    | INJ       | 10      | DNF         | DNF         | 14         | 14         |        |            |            |       |            |            |          |          |          | 53             |
| 17   | Jack Miller           | Yamaha   | 11       | 13          | 5         | DNF   | DNF     | DNF        | 79                     | 14        | DNF     | 14          | 85          | 10         | 18         |        |            |            |       |            |            |          |          |          | 52             |
| 18   | Joan Mir              | Honda    | DNF9     | 98          | DNF       | DNF   | DNF9    | DNF9       | 10                     | 7         | 11      | DNF         | DNF         | DNF        | 6          |        |            |            |       |            |            |          |          |          | 42             |
| 19   | Álex Rins             | Yamaha   | 17       | 11          | 11        | 12    | 13      | 128        | 13                     | 11        | 15      | 13          | 10          | 15         | 16         |        |            |            |       |            |            |          |          |          | 42             |
| 20   | Takaaki Nakagami      | Honda    |          |             |           |       |         | 6          |                        |           | 16      |             |             | DNS        |            |        |            |            |       |            |            |          |          |          | 10             |
| 21   | Jorge Martín          | Aprilia  | INJ      | INJ         | INJ       | DNF   | INJ     | INJ        | INJ                    | INJ       | INJ     | INJ         | INJ         | 7          | DNF        |        |            |            |       |            |            |          |          |          | 9              |
| 22   | Lorenzo Savadori      | Aprilia  | 20       | DNS         | 15        |       | 18      | 9          | 18                     | 17        | 17      | DNF         | DNF         |            |            |        |            |            |       |            |            |          |          |          | 8              |
| 23   | Pol Espargaró         | KTM      |          |             |           |       |         |            |                        |           |         |             |             | 9          |            |        |            |            |       |            |            |          |          |          | 8              |
| 24   | Augusto Fernández     | Yamaha   |          |             | 13        | DNF   | 16      |            |                        | 13        |         |             |             | 18         |            |        |            |            |       |            |            |          |          |          | 6              |
| 25   | Miguel Oliveira       | Yamaha   | 14       | DNS         |           |       |         | DNF        | 16                     | 15        | 13      | DNF         | DNF         | 17         | 17         |        |            |            |       |            |            |          |          |          | 6              |
| 26   | Somkiat Chantra       | Honda    | 18       | 18          | 16        | 18    | DNF     | INJ        | 19                     | 16        | 18      | 15          | INJ         | INJ        | INJ        |        |            |            |       |            |            |          |          |          | 1              |
| 27   | Aleix Espargaró       | Honda    |          |             |           |       | 17      |            | DNF                    |           |         | 16          |             |            |            |        |            |            |       |            |            |          |          |          | 0              |
| Pos. | Fahrer                | Maschine | Thailand | Argentinien | USA-Texas | Katar | Spanien | Frankreich | Vereinigtes Konigreich | Aragonien | Italien | Niederlande | Deutschland | Tschechien | Osterreich | Ungarn | Katalonien | San Marino | Japan | Indonesien | Australien | Malaysia | Portugal | Valencia | Gesamt- punkte |

| Farbe         | Bedeutung                               |
| ------------- | --------------------------------------- |
| Gold          | Sieger                                  |
| Silber        | 2. Platz                                |
| Bronze        | 3. Platz                                |
| Grün          | Platzierung in den Punkten              |
| Blau          | Klassifiziert außerhalb der Punkteränge |
| Violett       | Rennen nicht beendet (DNF)              |
| Violett       | nicht klassifiziert (NC)                |
| Rot           | nicht qualifiziert (DNQ)                |
| Schwarz       | disqualifiziert (DSQ)                   |
| Weiß          | nicht am Start (DNS)                    |
| Weiß          | zurückgezogen (WD)                      |
| Weiß          | Rennen abgesagt (C)                     |
| ohne Farbe    | nicht am Training teilgenommen (DNP)    |
| ohne Farbe    | verletzt oder krank (INJ)               |
| ohne Farbe    | ausgeschlossen (EX)                     |
| ohne Farbe    | nicht erschienen (DNA)                  |
| fett          | Pole-Position                           |
| kursiv        | Schnellste Rennrunde                    |
| unterstrichen | WM-Führung                              |
| hochgestellt  | Platzierung im Sprintrennen             |

### Konstrukteurswertung
| Pos. | Konstrukteur | Thailand | Argentinien | USA-Texas | Katar | Spanien | Frankreich | Vereinigtes Konigreich | Aragonien | Italien | Niederlande | Deutschland | Tschechien | Osterreich | Ungarn | Katalonien | San Marino | Japan | Indonesien | Australien | Malaysia | Portugal | Valencia | Gesamt- punkte |
| ---- | ------------ | -------- | ----------- | --------- | ----- | ------- | ---------- | ---------------------- | --------- | ------- | ----------- | ----------- | ---------- | ---------- | ------ | ---------- | ---------- | ----- | ---------- | ---------- | -------- | -------- | -------- | -------------- |
| 1    | Ducati       | 1        | 1           | 1         | 1     | 1       | 21         | 31                     | 1         | 1       | 1           | 1           | 1          | 1          |        |            |            |       |            |            |          |          |          | 467            |
| 2    | Aprilia      | 54       | 156         | 69        | 97    | 8       | 7          | 14                     | 8         | 56      | 23          | 92          | 24         | 34         |        |            |            |       |            |            |          |          |          | 209            |
| 3    | KTM          | 86       | 79          | 7         | 8     | 47      | 45         | 68                     | 45        | 84      | 46          | 76          | 32         | 43         |        |            |            |       |            |            |          |          |          | 195            |
| 4    | Honda        | 79       | 64          | 8         | 4     | 109     | 16         | 25                     | 7         | 16      | 12          | 67          | 128        | 69         |        |            |            |       |            |            |          |          |          | 153            |
| 5    | Yamaha       | 117      | 11          | 56        | 75    | 2       | 124        | 7                      | 11        | 13      | 10          | 43          | 65         | 15         |        |            |            |       |            |            |          |          |          | 134            |

### Teamwertung
| Pos. | Konstrukteur                      | Thailand | Argentinien | USA-Texas | Katar | Spanien | Frankreich | Vereinigtes Konigreich | Aragonien | Italien | Niederlande | Deutschland | Tschechien | Osterreich | Ungarn | Katalonien | San Marino | Japan | Indonesien | Australien | Malaysia | Portugal | Valencia | Gesamt- punkte |
| ---- | --------------------------------- | -------- | ----------- | --------- | ----- | ------- | ---------- | ---------------------- | --------- | ------- | ----------- | ----------- | ---------- | ---------- | ------ | ---------- | ---------- | ----- | ---------- | ---------- | -------- | -------- | -------- | -------------- |
| 1    | Ducati Lenovo Team                | 60       | 57          | 44        | 55    | 43      | 32         | 29                     | 53        | 57      | 58          | 53          | 53         | 45         |        |            |            |       |            |            |          |          |          | 639            |
| 2    | BK8 Gresini Racing MotoGP         | 32       | 29          | 29        | 36    | 39      | 32         | 31                     | 46        | 34      | 12          | 23          | 5          | 39         |        |            |            |       |            |            |          |          |          | 387            |
| 3    | Pertamina Enduro VR46 Racing Team | 24       | 35          | 40        | 27    | 21      | 12         | 27                     | 28        | 34      | 27          | 6           | 0          | 7          |        |            |            |       |            |            |          |          |          | 288            |
| 4    | Red Bull KTM Factory Racing       | 14       | 18          | 3         | 11    | 19      | 13         | 14                     | 19        | 15      | 19          | 14          | 33         | 34         |        |            |            |       |            |            |          |          |          | 226            |
| 5    | Aprilia Racing                    | 10       | 4           | 11        | 8     | 4       | 9          | 31                     | 10        | 15      | 27          | 8           | 35         | 23         |        |            |            |       |            |            |          |          |          | 195            |
| 6    | Monster Energy Yamaha MotoGP      | 4        | 7           | 15        | 18    | 23      | 12         | 6                      | 5         | 3       | 9           | 26          | 16         | 1          |        |            |            |       |            |            |          |          |          | 145            |
| 7    | Red Bull KTM Tech3                | 7        | 4           | 11        | 7     | 23      | 19         | 5                      | 7         | 6       | 22          |             | 15         | 14         |        |            |            |       |            |            |          |          |          | 140            |
| 8    | Trackhouse Racing                 | 17       | 1           | 12        | 4     | 9       | 15         | 4                      | 6         | 17      | 8           | 7           | 17         | 9          |        |            |            |       |            |            |          |          |          | 126            |
| 9    | LCR Honda                         | 9        | 16          | 0         | 13    | 5       | 29         | 25                     | 0         | 0       | 5           | 3           | 5          | 5          |        |            |            |       |            |            |          |          |          | 115            |
| 10   | Honda HRC Castrol                 | 5        | 15          | 10        | 6     | 7       | 6          | 7                      | 9         | 5       | 0           | 10          | 4          | 13         |        |            |            |       |            |            |          |          |          | 97             |
| 11   | Prima Pramac Yamaha MotoGP        | 7        | 3           | 14        | 0     | 0       | 0          | 10                     | 3         | 3       | 2           | 13          | 6          | 0          |        |            |            |       |            |            |          |          |          | 61             |

## Moto2-Klasse
In der Moto2 sind 14 Teams mit 28 Fahrern gemeldet.

### Teams und Fahrer
| Team                          | Hersteller | Maschine | Nr. | Fahrer                  | Läufe     |
| ----------------------------- | ---------- | -------- | --- | ----------------------- | --------- |
| Blu Cru Pramac Yamaha Moto2   | Boscoscuro | B-25     | 14  | Tony Arbolino           | 1–13      |
| Blu Cru Pramac Yamaha Moto2   | Boscoscuro | B-25     | 28  | Izan Guevara            | 1–13      |
| Elf Marc VDS Racing Team      | Boscoscuro | B-25     | 12  | Filip Salač             | 1–13      |
| Elf Marc VDS Racing Team      | Boscoscuro | B-25     | 96  | Jake Dixon              | 1–13      |
| QJMotor – Frinsa – MSi        | Boscoscuro | B-25     | 3   | Sergio García           | 4–8       |
| QJMotor – Frinsa – MSi        | Boscoscuro | B-25     | 4   | Iván Ortolá             | 1–13      |
| QJMotor – Frinsa – MSi        | Boscoscuro | B-25     | 66  | Óscar Gutiérrez         | 1–3       |
| QJMotor – Frinsa – MSi        | Boscoscuro | B-25     | 61  | Eric Fernández          | 9–12      |
| QJMotor – Frinsa – MSi        | Boscoscuro | B-25     | 19  | Unai Orradre            | 13        |
| Team HDR Heidrun              | Boscoscuro | B-25     | 13  | Celestino Vietti        | 1–13      |
| Team HDR Heidrun              | Boscoscuro | B-25     | 21  | Alonso López            | 1–13      |
| Klint Forward Factory Team    | Forward    | F2       | 9   | Jorge Navarro           | 1–13      |
| Klint Forward Factory Team    | Forward    | F2       | 11  | Álex Escrig             | 1–6, 8–13 |
| Klint Forward Factory Team    | Forward    | F2       | 17  | Dani Muñoz              | 6–7       |
| ARG Team Fusport              | Kalex      | Moto2    | 40  | Milan Pawelec           | 12        |
| CFMoto Aspar Team             | Kalex      | Moto2    | 27  | Daniel Holgado          | 1–13      |
| CFMoto Aspar Team             | Kalex      | Moto2    | 80  | David Alonso            | 1–13      |
| Fantic Racing Lino Sonego     | Kalex      | Moto2    | 7   | Barry Baltus            | 1–13      |
| Fantic Racing Lino Sonego     | Kalex      | Moto2    | 44  | Arón Canet              | 1–13      |
| Fantic Racing Redemption      | Kalex      | Moto2    | 54  | Mattia Pasini           | 12–13     |
| Idemitsu Honda Team Asia      | Kalex      | Moto2    | 64  | Mario Aji               | 1–5, 7    |
| Idemitsu Honda Team Asia      | Kalex      | Moto2    | 92  | Yuki Kunii              | 1–13      |
| Idemitsu Honda Team Asia      | Kalex      | Moto2    | 41  | Nakarin Atiratphuvapat  | 8–10, 13  |
| Idemitsu Honda Team Asia      | Kalex      | Moto2    | 23  | Taiga Hada              | 11–12     |
| Italjet Gresini Moto2         | Kalex      | Moto2    | 15  | Darryn Binder           | 1–6, 9–13 |
| Italjet Gresini Moto2         | Kalex      | Moto2    | 75  | Albert Arenas           | 1–13      |
| Italtrans Racing Team         | Kalex      | Moto2    | 10  | Diogo Moreira           | 1–13      |
| Italtrans Racing Team         | Kalex      | Moto2    | 99  | Adrian Huertas          | 1–6, 8–13 |
| Liqui Moly Dynavolt Intact GP | Kalex      | Moto2    | 18  | Manuel González         | 1–13      |
| Liqui Moly Dynavolt Intact GP | Kalex      | Moto2    | 81  | Senna Agius             | 1–13      |
| OnlyFans American Racing Team | Kalex      | Moto2    | 16  | Joe Roberts             | 1–13      |
| OnlyFans American Racing Team | Kalex      | Moto2    | 24  | Marcos Ramírez          | 1–13      |
| Red Bull KTM Ajo              | Kalex      | Moto2    | 53  | Deniz Öncü              | 1–12      |
| Red Bull KTM Ajo              | Kalex      | Moto2    | 95  | Collin Veijer           | 1–6, 9–13 |
| Red Bull KTM Ajo              | Kalex      | Moto2    | 17  | Dani Muñoz              | 8, 13     |
| RW-Idrofoglia Racing GP       | Kalex      | Moto2    | 71  | Ayumu Sasaki            | 1–13      |
| RW-Idrofoglia Racing GP       | Kalex      | Moto2    | 84  | Zonta van den Goorbergh | 1–13      |

| Legende         |
| --------------- |
| Stammfahrer     |
| Wildcard-Fahrer |
| Ersatzfahrer    |

### Rennergebnisse
| #  | Datum  | Rennen                | Strecke              | Platz 1         | Platz 2         | Platz 3          | Pole-Position   | Schn. Rennrunde | Gesamtführung   | Gesamtführung                 | Gesamtführung |
| #  | Datum  | Rennen                | Strecke              | Platz 1         | Platz 2         | Platz 3          | Pole-Position   | Schn. Rennrunde | Fahrer          | Team                          | Konstrukteur  |
| -- | ------ | --------------------- | -------------------- | --------------- | --------------- | ---------------- | --------------- | --------------- | --------------- | ----------------------------- | ------------- |
| 1  | 02.03. | GP von Thailand       | Buri Ram             | Manuel González | Arón Canet      | Senna Agius      | Manuel González | Manuel González | Manuel González | Liqui Moly Dynavolt Intact GP | Kalex         |
| 2  | 16.03. | GP von Argentinien    | Termas de Río Hondo  | Jake Dixon      | Manuel González | Celestino Vietti | Manuel González | Jake Dixon      | Manuel González | Liqui Moly Dynavolt Intact GP | Kalex         |
| 3  | 30.03. | GP of The Americas    | Austin               | Jake Dixon      | Tony Arbolino   | Alonso López     | Jake Dixon      | Manuel González | Jake Dixon      | Fantic Racing Lino Sonego     | Boscoscuro    |
| 4  | 13.04. | GP von Katar          | Doha                 | Arón Canet      | Deniz Öncü      | Manuel González  | Manuel González | Barry Baltus    | Arón Canet      | Fantic Racing Lino Sonego     | Kalex         |
| 5  | 27.04. | GP von Spanien        | Jerez de la Frontera | Manuel González | Barry Baltus    | Senna Agius      | Manuel González | Manuel González | Manuel González | Fantic Racing Lino Sonego     | Kalex         |
| 6  | 11.05. | GP von Frankreich     | Le Mans              | Manuel González | Barry Baltus    | Arón Canet       | Manuel González | Barry Baltus    | Manuel González | Fantic Racing Lino Sonego     | Kalex         |
| 7  | 25.05. | GP von Großbritannien | Silverstone          | Senna Agius     | Diogo Moreira   | David Alonso     | Arón Canet      | Manuel González | Manuel González | Fantic Racing Lino Sonego     | Kalex         |
| 8  | 08.06. | GP von Aragonien      | Alcañiz              | Deniz Öncü      | Diogo Moreira   | Barry Baltus     | Diogo Moreira   | Diogo Moreira   | Manuel González | Fantic Racing Lino Sonego     | Kalex         |
| 9  | 22.06. | GP von Italien        | Mugello              | Manuel González | Albert Arenas   | Arón Canet       | Diogo Moreira   | Manuel González | Manuel González | Fantic Racing Lino Sonego     | Kalex         |
| 10 | 29.06. | Dutch TT              | Assen                | Diogo Moreira   | Arón Canet      | Manuel González  | Diogo Moreira   | Diogo Moreira   | Manuel González | Fantic Racing Lino Sonego     | Kalex         |
| 11 | 13.07. | GP von Deutschland    | Hohenstein-Ernstthal | Deniz Öncü      | Barry Baltus    | Jake Dixon       | Jake Dixon      | Diogo Moreira   | Manuel González | Fantic Racing Lino Sonego     | Kalex         |
| 12 | 20.07. | GP von Tschechien     | Brünn                | Joe Roberts     | Barry Baltus    | Manuel González  | Barry Baltus    | Joe Roberts     | Manuel González | Fantic Racing Lino Sonego     | Kalex         |
| 13 | 17.08. | GP von Österreich     | Spielberg            | Diogo Moreira   | Daniel Holgado  | Celestino Vietti | Manuel González | David Alonso    | Manuel González | Fantic Racing Lino Sonego     | Kalex         |
| 14 | 24.08. | GP von Ungarn         | Balatonfőkajár       |                 |                 |                  |                 |                 |                 |                               | Kalex         |
| 15 | 07.09. | GP von Katalonien     | Montmeló             |                 |                 |                  |                 |                 |                 |                               | Kalex         |
| 16 | 14.09. | GP von San Marino     | Misano Adriatico     |                 |                 |                  |                 |                 |                 |                               | Kalex         |
| 17 | 28.09. | GP von Japan          | Motegi               |                 |                 |                  |                 |                 |                 |                               | Kalex         |
| 18 | 05.10. | GP von Indonesien     | Lombok               |                 |                 |                  |                 |                 |                 |                               | Kalex         |
| 19 | 19.10. | GP von Australien     | Phillip Island       |                 |                 |                  |                 |                 |                 |                               |               |
| 20 | 26.10. | GP von Malaysia       | Sepang               |                 |                 |                  |                 |                 |                 |                               |               |
| 21 | 09.11. | GP von Portugal       | Portimão             |                 |                 |                  |                 |                 |                 |                               |               |
| 22 | 16.11. | GP von Valencia       | Valencia             |                 |                 |                  |                 |                 |                 |                               |               |

### Fahrerwertung
| Pos. | Fahrer                  | Maschine   | Thailand | Argentinien | USA-Texas | Katar | Spanien | Frankreich | Vereinigtes Konigreich | Aragonien | Italien | Niederlande | Deutschland | Tschechien | Osterreich | Ungarn | Katalonien | San Marino | Japan | Indonesien | Australien | Malaysia | Portugal | Valencia | Gesamt- punkte |
| ---- | ----------------------- | ---------- | -------- | ----------- | --------- | ----- | ------- | ---------- | ---------------------- | --------- | ------- | ----------- | ----------- | ---------- | ---------- | ------ | ---------- | ---------- | ----- | ---------- | ---------- | -------- | -------- | -------- | -------------- |
| 1    | Manuel González         | Kalex      | 1        | 2           | 22        | 3     | 1       | 1          | DNF                    | 9         | 1       | 3           | 4           | 3          | DNF        |        |            |            |       |            |            |          |          |          | 188            |
| 2    | Arón Canet              | Kalex      | 2        | 4           | 4         | 1     | 8       | 3          | 4                      | 6         | 3       | 2           | 7           | DNF        | 10         |        |            |            |       |            |            |          |          |          | 169            |
| 3    | Diogo Moreira           | Kalex      | 4        | DNF         | 21        | 5     | 4       | 4          | 2                      | 2         | 4       | 1           | DNF         | DNF        | 1          |        |            |            |       |            |            |          |          |          | 153            |
| 4    | Barry Baltus            | Kalex      | 6        | 12          | 7         | 6     | 2       | 2          | DNF                    | 3         | 11      | DNF         | 2           | 2          | 7          |        |            |            |       |            |            |          |          |          | 143            |
| 5    | Jake Dixon              | Boscoscuro | 7        | 1           | 1         | DNF   | 9       | 5          | 11                     | 13        | 17      | 4           | 3           | 11         | 20         |        |            |            |       |            |            |          |          |          | 119            |
| 6    | Celestino Vietti        | Boscoscuro | DNF      | 3           | 20        | 7     | 7       | 8          | 6                      | 18        | 5       | 11          | 5           | 5          | 3          |        |            |            |       |            |            |          |          |          | 106            |
| 7    | Deniz Öncü              | Kalex      | 12       | 14          | DNF       | 2     | 5       | 17         | 19                     | 1         | 6       | DNF         | 1           | 13         | INJ        |        |            |            |       |            |            |          |          |          | 100            |
| 8    | Albert Arenas           | Kalex      | 11       | 10          | 24        | 9     | 6       | 6          | 12                     | 12        | 2       | 7           | DNF         | 10         | 4          |        |            |            |       |            |            |          |          |          | 94             |
| 9    | Senna Agius             | Kalex      | 3        | 13          | 23        | 14    | 3       | 14         | 1                      | 4         | 13      | 9           | 11          | 15         | DNF        |        |            |            |       |            |            |          |          |          | 93             |
| 10   | Marcos Ramírez          | Kalex      | 5        | 5           | 11        | 8     | 12      | 15         | 9                      | 8         | 10      | 6           | DNF         | 7          | 12         |        |            |            |       |            |            |          |          |          | 84             |
| 11   | Joe Roberts             | Kalex      | 18       | 16          | 25        | 15    | 11      | 12         | 8                      | 7         | 9       | 5           | 6           | 1          | DNF        |        |            |            |       |            |            |          |          |          | 80             |
| 12   | Daniel Holgado          | Kalex      | 8        | 9           | 8         | 4     | DNF     | 16         | 18                     | DNF       | 15      | 10          | 12          | 4          | 2          |        |            |            |       |            |            |          |          |          | 80             |
| 13   | Filip Salač             | Boscoscuro | 9        | DNF         | DNF       | 10    | 10      | 7          | 7                      | 5         | 12      | DNF         | 10          | 8          | 11         |        |            |            |       |            |            |          |          |          | 71             |
| 14   | Izan Guevara            | Boscoscuro | 16       | 15          | 5         | 22    | DNF     | DNF        | 5                      | 11        | 7       | DNF         | 8           | 6          | 9          |        |            |            |       |            |            |          |          |          | 62             |
| 15   | Alonso López            | Boscoscuro | 10       | 8           | 3         | 16    | DSQ     | 10         | 10                     | 10        | 14      | 8           | DNF         | 18         | 16         |        |            |            |       |            |            |          |          |          | 58             |
| 16   | Tony Arbolino           | Boscoscuro | 13       | 11          | 2         | 20    | 15      | DNF        | 14                     | 17        | 18      | 13          | DNF         | 19         | 5          |        |            |            |       |            |            |          |          |          | 45             |
| 17   | David Alonso            | Kalex      | 21       | 20          | 14        | 11    | DNF     | 11         | 3                      | DNF       | 8       | DNF         | DNF         | 9          | DNF        |        |            |            |       |            |            |          |          |          | 43             |
| 18   | Iván Ortolá             | Boscoscuro | 22       | 19          | 6         | 18    | 18      | 9          | DNF                    | 14        | 16      | DNF         | 13          | 12         | 6          |        |            |            |       |            |            |          |          |          | 36             |
| 19   | Collin Veijer           | Kalex      | 20       | 24          | 10        | 13    | 14      | DNF        | INJ                    | INJ       | 20      | 14          | 16          | 16         | 8          |        |            |            |       |            |            |          |          |          | 21             |
| 20   | Zonta van den Goorbergh | Kalex      | 24       | 17          | 13        | 12    | 20      | 19         | 13                     | 16        | DNF     | 12          | 17          | 20         | 21         |        |            |            |       |            |            |          |          |          | 14             |
| 21   | Darryn Binder           | Kalex      | 17       | 6           | DNS       | DNF   | 19      | DNS        | INJ                    | DNF       | 21      | DNF         | 15          | 17         | 15         |        |            |            |       |            |            |          |          |          | 12             |
| 22   | Ayumu Sasaki            | Kalex      | 23       | 18          | 19        | DNF   | DNF     | 20         | 17                     | DNF       | 19      | 15          | 9           | DNF        | 13         |        |            |            |       |            |            |          |          |          | 11             |
| 23   | Álex Escrig             | Forward    | DNS      | 7           | 15        | 21    | 17      | INJ        | INJ                    | 21        | 24      | 16          | 20          | 21         | 19         |        |            |            |       |            |            |          |          |          | 10             |
| 24   | Mario Aji               | Kalex      | 15       | DNF         | 9         | 23    | DNS     | INJ        | WD                     | INJ       | INJ     | INJ         | INJ         | INJ        | INJ        |        |            |            |       |            |            |          |          |          | 8              |
| 25   | Adrián Huertas          | Kalex      | 14       | DNF         | 16        | 17    | 13      | 18         | INJ                    | 19        | 22      | DNF         | 18          | 14         | 18         |        |            |            |       |            |            |          |          |          | 7              |
| 26   | Óscar Gutiérrez         | Boscoscuro | 25       | 22          | 12        |       |         |            |                        |           |         |             |             |            |            |        |            |            |       |            |            |          |          |          | 4              |
| 27   | Sergio García           | Boscoscuro | INJ      | INJ         | INJ       | 19    | 22      | 13         | 16                     | 20        |         |             |             |            |            |        |            |            |       |            |            |          |          |          | 3              |
| 28   | Jorge Navarro           | Forward    | DNF      | 21          | 18        | 25    | 21      | DNF        | 15                     | 23        | DNF     | DNF         | 14          | 22         | 17         |        |            |            |       |            |            |          |          |          | 3              |
| 29   | Dani Muñoz              | Forward    |          |             |           |       |         | 21         | 21                     |           |         |             |             |            |            |        |            |            |       |            |            |          |          |          | 3              |
| 29   | Dani Muñoz              | Kalex      |          |             |           |       |         |            |                        | 15        |         |             |             |            | 14         |        |            |            |       |            |            |          |          |          | 3              |
| 30   | Yuki Kunii              | Kalex      | 19       | 23          | 17        | 24    | 16      | 22         | 20                     | 22        | 23      | DNF         | 19          | 23         | 24         |        |            |            |       |            |            |          |          |          | 0              |
| 31   | Eric Fernández          | Boscoscuro |          |             |           |       |         |            |                        |           | 26      | 17          | DNF         | 25         |            |        |            |            |       |            |            |          |          |          | 0              |
| 32   | Taiga Hada              | Kalex      |          |             |           |       |         |            |                        |           |         |             | 21          | 24         |            |        |            |            |       |            |            |          |          |          | 0              |
| 33   | Mattia Pasini           | Kalex      |          |             |           |       |         |            |                        |           |         |             |             | DNF        | 22         |        |            |            |       |            |            |          |          |          | 0              |
| 34   | Unai Orradre            | Boscoscuro |          |             |           |       |         |            |                        |           |         |             |             |            | 23         |        |            |            |       |            |            |          |          |          | 0              |
| 35   | Nakarin Atiratphuvapat  | Kalex      |          |             |           |       |         |            |                        | 24        | 25      | DNF         |             |            | 25         |        |            |            |       |            |            |          |          |          | 0              |
|      | Milan Pawelec           | Kalex      |          |             |           |       |         |            |                        |           |         |             |             | DNF        |            |        |            |            |       |            |            |          |          |          | 0              |
| Pos. | Fahrer                  | Maschine   | Thailand | Argentinien | USA-Texas | Katar | Spanien | Frankreich | Vereinigtes Konigreich | Aragonien | Italien | Niederlande | Deutschland | Tschechien | Osterreich | Ungarn | Katalonien | San Marino | Japan | Indonesien | Australien | Malaysia | Portugal | Valencia | Gesamt- punkte |

| Farbe         | Bedeutung                               |
| ------------- | --------------------------------------- |
| Gold          | Sieger                                  |
| Silber        | 2. Platz                                |
| Bronze        | 3. Platz                                |
| Grün          | Platzierung in den Punkten              |
| Blau          | Klassifiziert außerhalb der Punkteränge |
| Violett       | Rennen nicht beendet (DNF)              |
| Violett       | nicht klassifiziert (NC)                |
| Rot           | nicht qualifiziert (DNQ)                |
| Schwarz       | disqualifiziert (DSQ)                   |
| Weiß          | nicht am Start (DNS)                    |
| Weiß          | zurückgezogen (WD)                      |
| Weiß          | Rennen abgesagt (C)                     |
| ohne Farbe    | nicht am Training teilgenommen (DNP)    |
| ohne Farbe    | verletzt oder krank (INJ)               |
| ohne Farbe    | ausgeschlossen (EX)                     |
| ohne Farbe    | nicht erschienen (DNA)                  |
| fett          | Pole-Position                           |
| kursiv        | Schnellste Rennrunde                    |
| unterstrichen | WM-Führung                              |
| hochgestellt  | Platzierung im Sprintrennen             |

### Konstrukteurswertung
| Pos. | Konstrukteur | Thailand | Argentinien | USA-Texas | Katar | Spanien | Frankreich | Vereinigtes Konigreich | Aragonien | Italien | Niederlande | Deutschland | Tschechien | Osterreich | Ungarn | Katalonien | San Marino | Japan | Indonesien | Australien | Malaysia | Portugal | Valencia | Gesamt- punkte |
| ---- | ------------ | -------- | ----------- | --------- | ----- | ------- | ---------- | ---------------------- | --------- | ------- | ----------- | ----------- | ---------- | ---------- | ------ | ---------- | ---------- | ----- | ---------- | ---------- | -------- | -------- | -------- | -------------- |
| 1    | Kalex        | 1        | 2           | 4         | 1     | 1       | 1          | 1                      | 1         | 1       | 1           | 1           | 1          | 1          |        |            |            |       |            |            |          |          |          | 308            |
| 2    | Boscoscuro   | 7        | 1           | 1         | 7     | 7       | 5          | 5                      | 5         | 5       | 4           | 3           | 5          | 3          |        |            |            |       |            |            |          |          |          | 177            |
| 3    | Forward      | DNF      | 7           | 15        | 21    | 17      | 21         | 15                     | 21        | 24      | 16          | 14          | 21         | 17         |        |            |            |       |            |            |          |          |          | 13             |

### Teamwertung
| Pos. | Konstrukteur                  | Thailand | Argentinien | USA-Texas | Katar | Spanien | Frankreich | Vereinigtes Konigreich | Aragonien | Italien | Niederlande | Deutschland | Tschechien | Osterreich | Ungarn | Katalonien | San Marino | Japan | Indonesien | Australien | Malaysia | Portugal | Valencia | Gesamt- punkte |
| ---- | ----------------------------- | -------- | ----------- | --------- | ----- | ------- | ---------- | ---------------------- | --------- | ------- | ----------- | ----------- | ---------- | ---------- | ------ | ---------- | ---------- | ----- | ---------- | ---------- | -------- | -------- | -------- | -------------- |
| 1    | Fantic Racing Lino Sonego     | 30       | 17          | 22        | 35    | 28      | 36         | 13                     | 26        | 21      | 20          | 29          | 20         | 15         |        |            |            |       |            |            |          |          |          | 312            |
| 2    | Liqui Moly Dynavolt Intact GP | 41       | 23          | 0         | 18    | 41      | 27         | 25                     | 20        | 28      | 23          | 18          | 17         | 0          |        |            |            |       |            |            |          |          |          | 281            |
| 3    | Elf Marc VDS Racing Team      | 16       | 25          | 25        | 6     | 13      | 20         | 14                     | 14        | 4       | 13          | 22          | 13         | 5          |        |            |            |       |            |            |          |          |          | 190            |
| 4    | OnlyFans American Racing      | 11       | 11          | 5         | 9     | 9       | 5          | 15                     | 17        | 13      | 21          | 10          | 34         | 4          |        |            |            |       |            |            |          |          |          | 164            |
| 5    | Team HDR Heidrun              | 6        | 24          | 16        | 9     | 9       | 14         | 16                     | 6         | 13      | 13          | 11          | 11         | 16         |        |            |            |       |            |            |          |          |          | 164            |
| 6    | Italtrans Racing Team         | 15       | 0           | 0         | 11    | 16      | 13         | 20                     | 20        | 13      | 25          | 0           | 2          | 25         |        |            |            |       |            |            |          |          |          | 160            |
| 7    | Red Bull KTM Ajo              | 4        | 2           | 6         | 23    | 13      | 0          | 0                      | 26        | 10      | 2           | 25          | 3          | 10         |        |            |            |       |            |            |          |          |          | 124            |
| 8    | CFMoto Aspar Team             | 8        | 7           | 10        | 18    | 0       | 5          | 16                     | 0         | 9       | 6           | 4           | 20         | 20         |        |            |            |       |            |            |          |          |          | 123            |
| 9    | Italjet Gresini Moto2         | 5        | 16          | 0         | 7     | 10      | 10         | 4                      | 4         | 20      | 9           | 1           | 6          | 14         |        |            |            |       |            |            |          |          |          | 106            |
| 10   | Blu Cru Pramac Yamaha Moto2   | 3        | 6           | 31        | 0     | 1       | 0          | 13                     | 5         | 9       | 3           | 8           | 10         | 18         |        |            |            |       |            |            |          |          |          | 107            |
| 11   | QJMotor – Frinsa – MSi        | 0        | 0           | 14        | 0     | 0       | 10         | 0                      | 2         | 0       | 0           | 3           | 4          | 10         |        |            |            |       |            |            |          |          |          | 43             |
| 12   | RW-Idrofoglia Racing GP       | 0        | 0           | 3         | 4     | 0       | 0          | 3                      | 0         | 0       | 5           | 7           | 0          | 3          |        |            |            |       |            |            |          |          |          | 25             |
| 13   | Klint Forward Factory Team    | 0        | 9           | 1         | 0     | 0       | 0          | 1                      | 0         | 0       | 0           | 2           | 0          | 0          |        |            |            |       |            |            |          |          |          | 13             |
| 14   | Idemitsu Honda Team Asia      | 1        | 0           | 7         | 0     | 0       | 0          | 0                      | 0         | 0       | 0           | 0           | 0          | 0          |        |            |            |       |            |            |          |          |          | 8              |

## Moto3-Klasse
In der Moto3 sind 13 Teams mit 26 Fahrern gemeldet.

### Teams und Fahrer
| Team                          | Hersteller | Maschine | Nr. | Fahrer             | Läufe        |
| ----------------------------- | ---------- | -------- | --- | ------------------ | ------------ |
| Gryd – MLav Racing            | Honda      | NSF250RW | 8   | Eddie O’Shea       | 1–13         |
| Gryd – MLav Racing            | Honda      | NSF250RW | 89  | Marcos Uriarte     | 1–2, 8       |
| Gryd – MLav Racing            | Honda      | NSF250RW | 34  | Jakob Rosenthaler  | 3            |
| Gryd – MLav Racing            | Honda      | NSF250RW | 11  | Adrián Cruces      | 4–6          |
| Gryd – MLav Racing            | Honda      | NSF250RW | 30  | Max Cook           | 7            |
| Gryd – MLav Racing            | Honda      | NSF250RW | 32  | Vicente Pérez      | 9, 11, 13    |
| Gryd – MLav Racing            | Honda      | NSF250RW | 25  | Leonardo Abruzzo   | 10, 12       |
| Honda Team Asia               | Honda      | NSF250RW | 5   | Tatchakorn Buasri  | 1–11         |
| Honda Team Asia               | Honda      | NSF250RW | 72  | Taiyo Furusato     | 1–13         |
| Honda Team Asia               | Honda      | NSF250RW | 93  | Arbi Aditama       | 13           |
| Leopard Racing                | Honda      | NSF250RW | 22  | David Almansa      | 1–13         |
| Leopard Racing                | Honda      | NSF250RW | 31  | Adrián Fernández   | 1–6, 8–13    |
| Leopard Racing                | Honda      | NSF250RW | 78  | Joel Esteban       | 7            |
| Rivacold Snipers Team         | Honda      | NSF250RW | 10  | Nicola Carraro     | 1–13         |
| Rivacold Snipers Team         | Honda      | NSF250RW | 54  | Riccardo Rossi     | 1–13         |
| SIC58 Squadra Corse           | Honda      | NSF250RW | 58  | Luca Lunetta       | 1–10         |
| SIC58 Squadra Corse           | Honda      | NSF250RW | 82  | Stefano Nepa       | 1–13         |
| SIC58 Squadra Corse           | Honda      | NSF250RW | 48  | Lenoxx Phommara    | 11–12        |
| SIC58 Squadra Corse           | Honda      | NSF250RW | 67  | Casey O'Gorman     | 13           |
| Denssi Racing – Boé           | KTM        | RC250GP  | 14  | Cormac Buchanan    | 1–13         |
| Denssi Racing – Boé           | KTM        | RC250GP  | 21  | Ruché Moodley      | 1–5, 7–9, 13 |
| Denssi Racing – Boé           | KTM        | RC250GP  | 34  | Jakob Rosenthaler  | 6, 10        |
| Denssi Racing – Boé           | KTM        | RC250GP  | 25  | Leonardo Abruzzo   | 11           |
| Denssi Racing – Boé           | KTM        | RC250GP  | 95  | Marco Morelli      | 12           |
| CFMoto Aspar Team             | KTM        | RC250GP  | 28  | Máximo Quiles      | 3, 6–13      |
| CFMoto Aspar Team             | KTM        | RC250GP  | 71  | Dennis Foggia      | 1–13         |
| CFMoto Aspar Team             | KTM        | RC250GP  | 34  | Jakob Rosenthaler  | 1–2          |
| CFMoto Aspar Team             | KTM        | RC250GP  | 78  | Joel Esteban       | 4–5          |
| CIP Green Power               | KTM        | RC250GP  | 19  | Scott Ogden        | 1–13         |
| CIP Green Power               | KTM        | RC250GP  | 55  | Noah Dettwiler     | 4–13         |
| CIP Green Power               | KTM        | RC250GP  | 11  | Adrián Cruces      | 1–3          |
| LevelUp – MTA                 | KTM        | RC250GP  | 18  | Matteo Bertelle    | 1–3          |
| LevelUp – MTA                 | KTM        | RC250GP  | 66  | Joel Kelso         | 1–13         |
| LevelUp – MTA                 | KTM        | RC250GP  | 32  | Vicente Pérez      | 5–8          |
| LevelUp – MTA                 | KTM        | RC250GP  | 89  | Marcos Uriarte     | 9–13         |
| Liqui Moly Dynavolt Intact GP | KTM        | RC250GP  | 64  | David Muñoz        | 1–13         |
| Liqui Moly Dynavolt Intact GP | KTM        | RC250GP  | 94  | Guido Pini         | 1–13         |
| Frinsa – MT Helmets – MSi     | KTM        | RC250GP  | 6   | Ryusei Yamanaka    | 1–13         |
| Frinsa – MT Helmets – MSi     | KTM        | RC250GP  | 36  | Ángel Piqueras     | 1–13         |
| Red Bull KTM Ajo              | KTM        | RC250GP  | 83  | Álvaro Carpe       | 1–13         |
| Red Bull KTM Ajo              | KTM        | RC250GP  | 99  | José Antonio Rueda | 1–13         |
| Red Bull KTM Tech3            | KTM        | RC250GP  | 12  | Jacob Roulstone    | 3–13         |
| Red Bull KTM Tech3            | KTM        | RC250GP  | 73  | Valentín Perrone   | 1–13         |
| Red Bull KTM Tech3            | KTM        | RC250GP  | 78  | Joel Esteban       | 1–2          |

| Legende         |
| --------------- |
| Stammfahrer     |
| Wildcard-Fahrer |
| Ersatzfahrer    |

### Rennergebnisse
| #  | Datum  | Rennen                | Strecke              | Platz 1            | Platz 2          | Platz 3            | Pole-Position      | Schn. Rennrunde    | Gesamtführung      | Gesamtführung    | Gesamtführung |
| #  | Datum  | Rennen                | Strecke              | Platz 1            | Platz 2          | Platz 3            | Pole-Position      | Schn. Rennrunde    | Fahrer             | Team             | Konstrukteur  |
| -- | ------ | --------------------- | -------------------- | ------------------ | ---------------- | ------------------ | ------------------ | ------------------ | ------------------ | ---------------- | ------------- |
| 1  | 02.03. | GP von Thailand       | Buri Ram             | José Antonio Rueda | Álvaro Carpe     | Adrián Fernández   | Matteo Bertelle    | David Muñoz        | José Antonio Rueda | Red Bull KTM Ajo | KTM           |
| 2  | 16.03. | GP von Argentinien    | Termas de Río Hondo  | Ángel Piqueras     | Adrián Fernández | José Antonio Rueda | Matteo Bertelle    | Ángel Piqueras     | José Antonio Rueda | Red Bull KTM Ajo | KTM           |
| 3  | 30.03. | GP of The Americas    | Austin               | José Antonio Rueda | Joel Kelso       | Matteo Bertelle    | David Muñoz        | Matteo Bertelle    | José Antonio Rueda | Red Bull KTM Ajo | KTM           |
| 4  | 13.04. | GP von Katar          | Doha                 | Ángel Piqueras     | Taiyo Furusato   | Ryusei Yamanaka    | Ryusei Yamanaka    | David Muñoz        | Ángel Piqueras     | Red Bull KTM Ajo | KTM           |
| 5  | 27.04. | GP von Spanien        | Jerez de la Frontera | José Antonio Rueda | Ángel Piqueras   | Joel Kelso         | José Antonio Rueda | José Antonio Rueda | José Antonio Rueda | Red Bull KTM Ajo | KTM           |
| 6  | 11.05. | GP von Frankreich     | Le Mans              | José Antonio Rueda | Joel Kelso       | David Muñoz        | Máximo Quiles      | Álvaro Carpe       | José Antonio Rueda | Red Bull KTM Ajo | KTM           |
| 7  | 25.05. | GP von Großbritannien | Silverstone          | José Antonio Rueda | Máximo Quiles    | Luca Lunetta       | José Antonio Rueda | Taiyo Furusato     | José Antonio Rueda | Red Bull KTM Ajo | KTM           |
| 8  | 08.06. | GP von Aragonien      | Alcañiz              | David Muñoz        | Máximo Quiles    | Álvaro Carpe       | José Antonio Rueda | Luca Lunetta       | José Antonio Rueda | Red Bull KTM Ajo | KTM           |
| 9  | 22.06. | GP von Italien        | Mugello              | Máximo Quiles      | Álvaro Carpe     | Dennis Foggia      | Álvaro Carpe       | David Muñoz        | José Antonio Rueda | Red Bull KTM Ajo | KTM           |
| 10 | 29.06. | Dutch TT              | Assen                | José Antonio Rueda | David Muñoz      | Valentín Perrone   | José Antonio Rueda | Joel Kelso         | José Antonio Rueda | Red Bull KTM Ajo | KTM           |
| 11 | 13.07. | GP von Deutschland    | Hohenstein-Ernstthal | David Muñoz        | Máximo Quiles    | José Antonio Rueda | Scott Ogden        | Ángel Piqueras     | José Antonio Rueda | Red Bull KTM Ajo | KTM           |
| 12 | 20.07. | GP von Tschechien     | Brünn                | José Antonio Rueda | Máximo Quiles    | David Muñoz        | Guido Pini         | José Antonio Rueda | José Antonio Rueda | Red Bull KTM Ajo | KTM           |
| 13 | 17.08. | GP von Österreich     | Spielberg            | Ángel Piqueras     | Ryusei Yamanaka  | David Muñoz        | Valentín Perrone   | Taiyo Furusato     | José Antonio Rueda | Red Bull KTM Ajo | KTM           |
| 14 | 24.08. | GP von Ungarn         | Balatonfőkajár       |                    |                  |                    |                    |                    | José Antonio Rueda | Red Bull KTM Ajo | KTM           |
| 15 | 07.09. | GP von Katalonien     | Montmeló             |                    |                  |                    |                    |                    | José Antonio Rueda | Red Bull KTM Ajo | KTM           |
| 16 | 14.09. | GP von San Marino     | Misano Adriatico     |                    |                  |                    |                    |                    |                    |                  | KTM           |
| 17 | 28.09. | GP von Japan          | Motegi               |                    |                  |                    |                    |                    |                    |                  | KTM           |
| 18 | 05.10. | GP von Indonesien     | Lombok               |                    |                  |                    |                    |                    |                    |                  | KTM           |
| 19 | 19.10. | GP von Australien     | Phillip Island       |                    |                  |                    |                    |                    |                    |                  |               |
| 20 | 26.10. | GP von Malaysia       | Sepang               |                    |                  |                    |                    |                    |                    |                  |               |
| 21 | 09.11. | GP von Portugal       | Portimão             |                    |                  |                    |                    |                    |                    |                  |               |
| 22 | 16.11. | GP von Valencia       | Valencia             |                    |                  |                    |                    |                    |                    |                  |               |

### Fahrerwertung
| Pos. | Fahrer             | Maschine | Thailand | Argentinien | USA-Texas | Katar | Spanien | Frankreich | Vereinigtes Konigreich | Aragonien | Italien | Niederlande | Deutschland | Tschechien | Osterreich | Ungarn | Katalonien | San Marino | Japan | Indonesien | Australien | Malaysia | Portugal | Valencia | Gesamt- punkte |
| ---- | ------------------ | -------- | -------- | ----------- | --------- | ----- | ------- | ---------- | ---------------------- | --------- | ------- | ----------- | ----------- | ---------- | ---------- | ------ | ---------- | ---------- | ----- | ---------- | ---------- | -------- | -------- | -------- | -------------- |
| 1    | José Antonio Rueda | KTM      | 1        | 3           | 1         | DNF   | 1       | 1          | 1                      | 8         | 4       | 1           | 3           | 1          | 5          |        |            |            |       |            |            |          |          |          | 239            |
| 2    | Ángel Piqueras     | KTM      | 12       | 1           | 4         | 1     | 2       | DNF        | DNF                    | 6         | 7       | 5           | 4           | 4          | 1          |        |            |            |       |            |            |          |          |          | 168            |
| 3    | David Muñoz        | KTM      | DNF      | DNF         | DNF       | 6     | DNF     | 3          | DNF                    | 1         | 5       | 2           | 1           | 3          | 3          |        |            |            |       |            |            |          |          |          | 139            |
| 4    | Máximo Quiles      | KTM      |          |             | 5         | INJ   | INJ     | 7          | 2                      | 2         | 1       | 15          | 2           | 2          | 4          |        |            |            |       |            |            |          |          |          | 139            |
| 5    | Álvaro Carpe       | KTM      | 2        | NC          | 6         | 11    | 8       | 4          | 4                      | 3         | 2       | 4           | 5           | 12         | 10         |        |            |            |       |            |            |          |          |          | 139            |
| 6    | Joel Kelso         | KTM      | DNF      | 8           | 2         | 4     | 3       | 2          | DNF                    | 7         | 9       | 9           | 6           | DNS        | 11         |        |            |            |       |            |            |          |          |          | 115            |
| 7    | Ryusei Yamanaka    | KTM      | DNF      | 9           | 19        | 3     | 5       | DNF        | 8                      | 9         | 10      | 11          | 15          | 9          | 2          |        |            |            |       |            |            |          |          |          | 88             |
| 8    | Taiyo Furusato     | Honda    | DNF      | 5           | 9         | 2     | 6       | 6          | 12                     | 11        | 6       | DNF         | DNF         | 16         | 6          |        |            |            |       |            |            |          |          |          | 87             |
| 9    | Adrián Fernández   | Honda    | 3        | 2           | 12        | DNF   | 4       | 8          | INJ                    | DNS       | DNF     | DNF         | DNF         | 6          | 8          |        |            |            |       |            |            |          |          |          | 79             |
| 10   | David Almansa      | Honda    | 7        | 6           | 13        | 16    | DNF     | 5          | 6                      | 4         | DNF     | 6           | DNF         | 7          | 12         |        |            |            |       |            |            |          |          |          | 79             |
| 11   | Dennis Foggia      | KTM      | 6        | 11          | 7         | DNF   | 13      | 11         | DNF                    | 15        | 3       | 8           | 11          | 5          | 13         |        |            |            |       |            |            |          |          |          | 76             |
| 12   | Valentín Perrone   | KTM      | DNF      | DNF         | DNF       | 15    | 10      | 10         | 5                      | 13        | 8       | 3           | 12          | 8          | 7          |        |            |            |       |            |            |          |          |          | 72             |
| 13   | Luca Lunetta       | Honda    | 10       | 7           | DNF       | 7     | 11      | 9          | 3                      | 5         | DNF     | DNF         | INJ         | INJ        | INJ        |        |            |            |       |            |            |          |          |          | 63             |
| 14   | Guido Pini         | KTM      | DNF      | DNF         | 11        | 10    | 7       | 17         | 7                      | 19        | DNF     | DNS         | 7           | 10         | 9          |        |            |            |       |            |            |          |          |          | 51             |
| 15   | Matteo Bertelle    | KTM      | 5        | 4           | 3         | INJ   | INJ     | INJ        | INJ                    | INJ       | INJ     | INJ         | INJ         | INJ        | INJ        |        |            |            |       |            |            |          |          |          | 40             |
| 16   | Scott Ogden        | KTM      | DNF      | 12          | DNF       | 12    | 12      | 12         | 11                     | 12        | 12      | 7           | DNF         | 15         | 15         |        |            |            |       |            |            |          |          |          | 40             |
| 17   | Stefano Nepa       | Honda    | 4        | 10          | DNF       | 8     | 14      | DNF        | 16                     | NC        | 14      | 13          | 13          | 17         | 24         |        |            |            |       |            |            |          |          |          | 37             |
| 18   | Jacob Roulstone    | KTM      | INJ      | INJ         | 14        | 14    | 9       | 13         | 13                     | DNF       | 13      | 12          | 8           | 14         | 14         |        |            |            |       |            |            |          |          |          | 36             |
| 19   | Cormac Buchanan    | KTM      | 15       | 14          | 10        | DNF   | 19      | 14         | 14                     | 10        | 15      | DNF         | 9           | DNS        | DNF        |        |            |            |       |            |            |          |          |          | 27             |
| 20   | Riccardo Rossi     | Honda    | 8        | 18          | DNF       | 5     | DNF     | 18         | 15                     | 18        | DNF     | 14          | 14          | DNF        | 20         |        |            |            |       |            |            |          |          |          | 24             |
| 21   | Nicola Carraro     | Honda    | DNF      | 19          | 15        | 9     | DNF     | 15         | 10                     | 17        | 11      | DNF         | 18          | DNF        | 19         |        |            |            |       |            |            |          |          |          | 20             |
| 22   | Marcos Uriarte     | Honda    | 13       | DNF         | INJ       | INJ   | INJ     | INJ        | INJ                    | 23        |         |             |             |            |            |        |            |            |       |            |            |          |          |          | 20             |
| 22   | Marcos Uriarte     | KTM      |          |             |           |       |         |            |                        |           | 16      | 10          | 10          | 11         | 16         |        |            |            |       |            |            |          |          |          | 20             |
| 23   | Adrián Cruces      | KTM      | 14       | 13          | 8         |       |         |            |                        |           |         |             |             |            |            |        |            |            |       |            |            |          |          |          | 13             |
| 23   | Adrián Cruces      | Honda    |          |             |           | DNS   | 17      | DNF        |                        |           |         |             |             |            |            |        |            |            |       |            |            |          |          |          | 13             |
| 24   | Ruché Moodley      | KTM      | 11       | 15          | 16        | 13    | DNF     | INJ        | 20                     | 14        | DNF     | INJ         | INJ         | INJ        | 17         |        |            |            |       |            |            |          |          |          | 11             |
| 25   | Vicente Pérez      | KTM      |          |             |           |       | 18      | 16         | 9                      | 22        |         |             |             |            |            |        |            |            |       |            |            |          |          |          | 7              |
| 25   | Vicente Pérez      | Honda    |          |             |           |       |         |            |                        |           | DNF     | INJ         | DNS         | INJ        | DNF        |        |            |            |       |            |            |          |          |          | 7              |
| 26   | Joel Esteban       | KTM      | 9        | 16          |           | DNF   | DNF     |            |                        |           |         |             |             |            |            |        |            |            |       |            |            |          |          |          | 7              |
| 26   | Joel Esteban       | Honda    |          |             |           |       |         |            | DNF                    |           |         |             |             |            |            |        |            |            |       |            |            |          |          |          | 7              |
| 27   | Marco Morelli      | KTM      |          |             |           |       |         |            |                        |           |         |             |             | 13         |            |        |            |            |       |            |            |          |          |          | 3              |
| 28   | Tatchakorn Buasri  | Honda    | DNF      | 21          | DNS       | 19    | 15      | 19         | 19                     | 20        | 17      | DNF         | DNF         | INJ        | INJ        |        |            |            |       |            |            |          |          |          | 1              |
| 29   | Noah Dettwiler     | KTM      | INJ      | INJ         | INJ       | 17    | 16      | 20         | 18                     | 16        | 19      | 16          | 16          | 19         | 23         |        |            |            |       |            |            |          |          |          | 0              |
| 30   | Eddie O’Shea       | Honda    | DNF      | 17          | 17        | 18    | DNF     | DNF        | 17                     | 21        | 18      | DNF         | DNF         | 18         | 21         |        |            |            |       |            |            |          |          |          | 0              |
| 31   | Jakob Rosenthaler  | KTM      | DNF      | 20          |           |       |         | 21         |                        |           |         | 17          |             |            |            |        |            |            |       |            |            |          |          |          | 0              |
| 31   | Jakob Rosenthaler  | Honda    |          |             | 18        |       |         |            |                        |           |         |             |             |            |            |        |            |            |       |            |            |          |          |          | 0              |
| 32   | Lenoxx Phommara    | Honda    |          |             |           |       |         |            |                        |           |         |             | 17          | DNF        |            |        |            |            |       |            |            |          |          |          | 0              |
| 33   | Casey O'Gorman     | Honda    |          |             |           |       |         |            |                        |           |         |             |             |            | 18         |        |            |            |       |            |            |          |          |          | 0              |
| 34   | Leonardo Abruzzo   | Honda    |          |             |           |       |         |            |                        |           |         | DNF         |             |            |            |        |            |            |       |            |            |          |          |          | 0              |
| 34   | Leonardo Abruzzo   | KTM      |          |             |           |       |         |            |                        |           |         |             | DNF         | 20         |            |        |            |            |       |            |            |          |          |          | 0              |
| 35   | Max Cook           | Honda    |          |             |           |       |         |            | 21                     |           |         |             |             |            |            |        |            |            |       |            |            |          |          |          | 0              |
| 36   | Arbi Aditama       | Honda    |          |             |           |       |         |            |                        |           |         |             |             |            | 22         |        |            |            |       |            |            |          |          |          | 0              |
| Pos. | Fahrer             | Maschine | Thailand | Argentinien | USA-Texas | Katar | Spanien | Frankreich | Vereinigtes Konigreich | Aragonien | Italien | Niederlande | Deutschland | Tschechien | Osterreich | Ungarn | Katalonien | San Marino | Japan | Indonesien | Australien | Malaysia | Portugal | Valencia | Gesamt- punkte |

| Farbe         | Bedeutung                               |
| ------------- | --------------------------------------- |
| Gold          | Sieger                                  |
| Silber        | 2. Platz                                |
| Bronze        | 3. Platz                                |
| Grün          | Platzierung in den Punkten              |
| Blau          | Klassifiziert außerhalb der Punkteränge |
| Violett       | Rennen nicht beendet (DNF)              |
| Violett       | nicht klassifiziert (NC)                |
| Rot           | nicht qualifiziert (DNQ)                |
| Schwarz       | disqualifiziert (DSQ)                   |
| Weiß          | nicht am Start (DNS)                    |
| Weiß          | zurückgezogen (WD)                      |
| Weiß          | Rennen abgesagt (C)                     |
| ohne Farbe    | nicht am Training teilgenommen (DNP)    |
| ohne Farbe    | verletzt oder krank (INJ)               |
| ohne Farbe    | ausgeschlossen (EX)                     |
| ohne Farbe    | nicht erschienen (DNA)                  |
| fett          | Pole-Position                           |
| kursiv        | Schnellste Rennrunde                    |
| unterstrichen | WM-Führung                              |
| hochgestellt  | Platzierung im Sprintrennen             |

### Konstrukteurswertung
| Pos. | Konstrukteur | Thailand | Argentinien | USA-Texas | Katar | Spanien | Frankreich | Vereinigtes Konigreich | Aragonien | Italien | Niederlande | Deutschland | Tschechien | Osterreich | Ungarn | Katalonien | San Marino | Japan | Indonesien | Australien | Malaysia | Portugal | Valencia | Gesamt- punkte |
| ---- | ------------ | -------- | ----------- | --------- | ----- | ------- | ---------- | ---------------------- | --------- | ------- | ----------- | ----------- | ---------- | ---------- | ------ | ---------- | ---------- | ----- | ---------- | ---------- | -------- | -------- | -------- | -------------- |
| 1    | KTM          | 1        | 1           | 1         | 1     | 1       | 1          | 1                      | 1         | 1       | 1           | 1           | 1          | 1          |        |            |            |       |            |            |          |          |          | 325            |
| 2    | Honda        | 3        | 2           | 9         | 2     | 4       | 5          | 3                      | 4         | 6       | 6           | 13          | 6          | 6          |        |            |            |       |            |            |          |          |          | 159            |

### Teamwertung
| Pos. | Konstrukteur                  | Thailand | Argentinien | USA-Texas | Katar | Spanien | Frankreich | Vereinigtes Konigreich | Aragonien | Italien | Niederlande | Deutschland | Tschechien | Osterreich | Ungarn | Katalonien | San Marino | Japan | Indonesien | Australien | Malaysia | Portugal | Valencia | Gesamt- punkte |
| ---- | ----------------------------- | -------- | ----------- | --------- | ----- | ------- | ---------- | ---------------------- | --------- | ------- | ----------- | ----------- | ---------- | ---------- | ------ | ---------- | ---------- | ----- | ---------- | ---------- | -------- | -------- | -------- | -------------- |
| 1    | Red Bull KTM Ajo              | 45       | 16          | 35        | 5     | 33      | 38         | 38                     | 24        | 33      | 38          | 27          | 29         | 17         |        |            |            |       |            |            |          |          |          | 378            |
| 2    | Frinsa – MT Helmets – MSi     | 4        | 32          | 13        | 41    | 31      | 0          | 8                      | 17        | 15      | 16          | 14          | 20         | 45         |        |            |            |       |            |            |          |          |          | 256            |
| 3    | CFMoto Aspar Team             | 10       | 5           | 20        | 0     | 3       | 14         | 20                     | 21        | 41      | 9           | 25          | 31         | 16         |        |            |            |       |            |            |          |          |          | 215            |
| 4    | Liqui Moly Dynavolt Intact GP | 0        | 0           | 5         | 16    | 9       | 16         | 9                      | 25        | 11      | 20          | 34          | 22         | 23         |        |            |            |       |            |            |          |          |          | 190            |
| 5    | LevelUp – MTA                 | 11       | 21          | 36        | 13    | 16      | 20         | 7                      | 9         | 7       | 13          | 16          | 5          | 5          |        |            |            |       |            |            |          |          |          | 179            |
| 6    | Leopard Racing                | 25       | 30          | 7         | 0     | 13      | 19         | 10                     | 13        | 0       | 10          | 0           | 19         | 16         |        |            |            |       |            |            |          |          |          | 162            |
| 7    | Red Bull KTM Tech3            | 7        | 0           | 2         | 3     | 13      | 9          | 14                     | 3         | 11      | 20          | 12          | 10         | 11         |        |            |            |       |            |            |          |          |          | 115            |
| 8    | SIC58 Squadra Corse           | 19       | 15          | 0         | 17    | 7       | 7          | 16                     | 11        | 2       | 3           | 3           | 0          | 0          |        |            |            |       |            |            |          |          |          | 100            |
| 9    | Honda Team Asia               | 0        | 11          | 7         | 20    | 11      | 10         | 4                      | 5         | 10      | 0           | 0           | 0          | 10         |        |            |            |       |            |            |          |          |          | 88             |
| 10   | CIP Green Power               | 2        | 7           | 8         | 4     | 4       | 4          | 5                      | 4         | 4       | 9           | 0           | 1          | 1          |        |            |            |       |            |            |          |          |          | 53             |
| 11   | Rivacold Snipers Team         | 8        | 0           | 1         | 18    | 0       | 1          | 7                      | 0         | 5       | 2           | 2           | 0          | 0          |        |            |            |       |            |            |          |          |          | 44             |
| 12   | Denssi Racing – Boé           | 6        | 3           | 6         | 3     | 0       | 2          | 2                      | 8         | 1       | 0           | 7           | 2          | 0          |        |            |            |       |            |            |          |          |          | 40             |
| 13   | Gryd – MLav Racing            | 3        | 0           | 0         | 0     | 0       | 0          | 0                      | 0         | 0       | 0           | 0           | 0          | 0          |        |            |            |       |            |            |          |          |          | 3              |